# 640

## Родени
- Аспарух

## Починали
- 2 август – Северин, римски папа.